# Хербертов речен пръстенчатоопашат посум
Хербертовият речен пръстенчатоопашат посум (Pseudochirulus herbertensis) е вид бозайник от семейство Pseudocheiridae.

## Разпространение и местообитание
Разпространен е в Австралия.